# Манаков, Борис Дмитриевич
Борис Дмитриевич Манаков (21 марта 1887, Казань — 8 октября 1933, Рига) — лётчик, пионер российской авиации, входит в число 50 первых русских лётчиков, инженер, участник Первой мировой и Гражданской войны, кавалер Георгиевского креста.

## Биография
Родился 21 марта 1887 года в Казани в семье купца 2-й гильдии Дмитрия Николаевича Манакова выходца из крестьян Великоустюжского уезда. Через несколько лет семья переехала в Архангельск, где отец занялся лесоторговлей. В 1898 году Дмитрий Манаков умер, оставив сыновьям Борису 11-и лет и Владимиру 10-и лет большое состояние. Душеприказчиком и опекуном детей стал родной брат Дмитрия Николаевича также купец 2-й гильдии Христофор Манаков, который состояние братьев приумножил и дал обоим блестящее образование. Борис Манаков окончил Архангельское реальное училище и в 1908 году стал студентом кораблестроительного отделения Санкт-Петербургского политехнического института. Увлёкся авиацией, стал членом студенческого авиационного кружка, который возглавлял до окончания института. Весной 1911 года, с разрешения ректора, отправился за свой счет во Францию в новую авиационную школу Латама (Дюпердуссен) в Реймсе. 11 июня 1911 года Борис получил диплом пилота № 56. Во время учёбы регулярно отправлял письма и фотографии о своих полётах, которые публиковались в газете «Архангельскъ» и журнале «Вестникъ воздухоплавания». В частности, в одном из писем он рассказал о своём первом полёте в качестве пассажира с знаменитым французским пилотом Пьер-Мари. Следующий полёт Пьера-Мари закончился трагически — и пилот и его пассажир погибли.
Вернувшись в Россию, Борис Манаков участвовал во множестве демонстрационных полётах в Санкт-Петербурге, Москве и Архангельске, став первым лётчиком-архангелогородцем. Продолжая учёбу в Политехническом институте, ставил эксперименты на аэродинамической трубе под руководством знаменитых русских авиаконструкторов И. И. Сикорского и В. А. Слесарева. В 1915 году с отличием окончил Петроградский политехнический институт, став первым русским инженером, получившим высшее образование по авиационной специальности в российском вузе. Ещё будучи студентом, сдал экзамены на Теоретических авиационных курсах при своей альма-матер, что позволило ему стать «охотником» авиации в Российской Императорской Армии. С 1916 года на фронте. Зарекомендовал себя отважным и грамотным лётчиком. Георгиевский кавалер.
Октябрьский переворот не принял. Вернулся в Архангельск. Воевал в рядах Британо-славянского авиационного корпуса, награждён несколькими английскими орденами (из некролога в Рижской газете за 10 октября 1933 года). После эвакуации Английского экспедиционного корпуса перебрался в Латвию, где до конца жизни работал на инженерных должностях различных технических фирм. Умер Борис Дмитриевич Манаков 8 октября 1933 года в Риге. Похоронен на Покровском кладбище в Риге. На его могиле написано: «Пионер русской гражданской авиации, русского воздухоплавания»

## Семья
Жена — Фанни Адольфовна Манакова (урождённая Шольц)
Сын — Манаков Дмитрий Борисович
Дочь — Манакова Татьяна Борисовна